# One Woman Man
One Woman Man è un album in studio del cantante statunitense George Jones, pubblicato nel 1989.

## Tracce
1. I'm a One-Woman Man – 2:17 (Johnny Horton, Tillman Franks)
2. My Baby's Gone – 3:24 (Hazel Houser)
3. Don't You Ever Get Tired (Of Hurting Me) – 2:46 (Hank Cochran)
4. Burning Bridges – 2:40 (Walter Scott)
5. The King Is Gone (So Are You) – 3:22 (Roger D. Ferris)
6. Radio Lover – 3:27 (Ron Hellard, Bucky Jones, Curly Putman)
7. A Place in the Country – 4:02 (Sanford Clark, Johnny MacRae, Bob Morrison)
8. Just Out of Reach – 2:59 (Virgil "Pappy" Stewart)
9. Writing on the Wall – 2:55 (Bruce Delaney, Bobby Fischer, Freddy Weller)
10. Pretty Little Lady from Beaumont Texas – 2:36 (Dennis Knutson, A.L. "Doodle" Owens)